# 白冠玉
白冠玉，清朝人，是一名清朝政治人物。
白冠玉曾于同治年间接替章倬标任兴化府知府一职，同治九年(1870年)由林庆贻接任。